# Simon Schoch
Simon Schoch (ur. 7 października 1978 w Winterthur) – szwajcarski snowboardzista, wicemistrz olimpijski, czterokrotny medalista mistrzostw świata i dwukrotny zdobywca Pucharu Świata.

## Kariera
W zawodach Pucharu Świata zadebiutował 14 listopada 1997 roku w Tignes, zajmując 71. miejsce w gigancie równoległym (PGS). Pierwsze pucharowe punkty wywalczył 18 listopada 2001 roku w tej samej miejscowości, zajmując 28. miejsce w PGS. Na podium zawodów tego cyklu po raz pierwszy stanął 7 marca 2003 roku w Serre Chevalier, wygrywając rywalizację w gigancie równoległym. W zawodach tych wyprzedził Niemca Markusa Ebnera i Francuza Mathieu Bozzetto. Łącznie 29 razy stawał na podium zawodów PŚ, odnosząc przy tym osiem zwycięstw. Najlepsze wyniki osiągnął w sezonach 2005/2006 i 2006/2007, kiedy to zwyciężał w klasyfikacji generalnej, a w klasyfikacji PAR zdobywał Małe Kryształowe Kule. Ponadto w sezonie 2013/2014 zajął drugie miejsce w klasyfikacji slalomu równoległego (PSL), przegrywając tylko z Francuzem Sylvainem Dufourem.
Na mistrzostwach świata w Kreischbergu w 2003 roku zdobył swój pierwszy medal, zajmując drugie miejsce w PGS i trzecie w PSL. W pierwszej z tych konkurencji rozdzielił na podium Dejana Košira ze Słowenii i Francuza Nicolasa Hueta, a w drugiej wyprzedzili go jedynie Austriak Siegfried Grabner i Mathieu Bozzetto. Na rozgrywanych cztery lata później mistrzostwach świata w Arosie wywalczył złoty medal w slalomie równoległym, pokonując tam swego brata Philippa oraz Słoweńca Roka Flandera. Ostatni medal zdobył podczas mistrzostw świata w La Molinie w 2011 roku, gdzie zajął drugie miejsce w PSL. Tym razem uplasował się między Austriakiem Benjaminem Karlem i Rokiem Margučem ze Słowenii. Był też między innymi czwarty na mistrzostwach świata w Whistler w 2005 roku, był czwarty w PSL. Walkę o podium przegrał tam z Siegfriedem Grabnerem.
W międzyczasie wywalczył srebrny medal na igrzyskach olimpijskich w Turynie w 2006 roku, plasując się za swym bratem, a przed Siegfriedem Grabnerem. W tej samej konkurencji był też piąty na igrzyskach olimpijskich w Vancouver w 2010 roku i siódmy na rozgrywanych cztery lata później igrzyskach w Soczi. Ponadto Schoch startował także na igrzyskach olimpijskich w Salt Lake City, gdzie zajął 25. miejsce w gigancie równoległym.
Jest kilkukrotnym medalistą mistrzostw kraju, w tym złotym w PGS (2007) oraz PSL (2003).

## Osiągnięcia

### Igrzyska olimpijskie
| Miejsce | Dzień     | Rok  | Miejscowość    | Konkurencja       | Zwycięzca          |
| ------- | --------- | ---- | -------------- | ----------------- | ------------------ |
| 25.     | 15 lutego | 2002 | Salt Lake City | Gigant równoległy | Philipp Schoch     |
| 2.      | 22 lutego | 2006 | Turyn          | Gigant równoległy | Philipp Schoch     |
| 5.      | 27 lutego | 2010 | Vancouver      | Gigant równoległy | Jasey-Jay Anderson |
| 5.      | 19 lutego | 2014 | Soczi          | Gigant równoległy | Vic Wild           |
| 12.     | 22 lutego | 2014 | Soczi          | Slalom równoległy | Vic Wild           |

### Mistrzostwa świata
| Miejsce | Dzień       | Rok  | Miejscowość          | Konkurencja       | Zwycięzca          |
| ------- | ----------- | ---- | -------------------- | ----------------- | ------------------ |
| DNF     | 22 stycznia | 2001 | Madonna di Campiglio | Gigant            | Jasey-Jay Anderson |
| DNS     | 24 stycznia | 2001 | Madonna di Campiglio | Gigant równoległy | Nicolas Huet       |
| 38.     | 26 stycznia | 2001 | Madonna di Campiglio | Slalom równoległy | Gilles Jaquet      |
| 2.      | 13 stycznia | 2003 | Kreischberg          | Gigant równoległy | Dejan Košir        |
| 3.      | 14 stycznia | 2003 | Kreischberg          | Slalom równoległy | Siegfried Grabner  |
| 30.     | 16 stycznia | 2007 | Arosa                | Gigant równoległy | Rok Flander        |
| 1.      | 17 stycznia | 2007 | Arosa                | Slalom równoległy | -                  |
| 6.      | 20 stycznia | 2009 | Gangwon              | Gigant równoległy | Jasey-Jay Anderson |
| 5.      | 21 stycznia | 2009 | Gangwon              | Slalom równoległy | Benjamin Karl      |
| 2.      | 21 stycznia | 2011 | La Molina            | Slalom równoległy | Benjamin Karl      |
| 6.      | 25 stycznia | 2013 | Stoneham             | Gigant równoległy | Benjamin Karl      |
| 5.      | 27 stycznia | 2013 | Stoneham             | Slalom równoległy | Rok Marguč         |

### Puchar Świata

#### Miejsca w klasyfikacji generalnej
- sezon 2000/2001: -
- sezon 2001/2002: -
- sezon 2002/2003: -
- sezon 2003/2004: -
- sezon 2004/2005: -
- sezon 2005/2006: 1.
- sezon 2006/2007: 1.
- sezon 2007/2008: 41.
- sezon 2008/2009: 7.
- sezon 2009/2010: 15.
  - PAR[2]
- sezon 2010/2011: 7.
- sezon 2011/2012: 4.
- sezon 2012/2013: 12.
- sezon 2013/2014: 6.

#### Zwycięstwa w zawodach
1. Serre Chevalier – 7 marca 2003 (gigant równoległy)
2. Le Relais – 18 grudnia 2005 (gigant równoległy)
3. Nendaz – 22 stycznia 2006 (slalom równoległy)
4. Petersburg – 3 marca 2006 (slalom równoległy)
5. Sölden – 22 października 2006 (gigant równoległy)
6. Bad Gastein – 21 grudnia 2006 (slalom równoległy)
7. Nendaz – 28 stycznia 2007 (slalom równoległy)
8. Kreischberg – 7 stycznia 2009 (slalom równoległy)

#### Pozostałe miejsca na podium w zawodach
1. Whistler – 12 grudnia 2003 (gigant równoległy) - 2. miejsce
2. Sapporo – 20 lutego 2004 (gigant równoległy) - 2. miejsce
3. Winterberg – 6 lutego 2005 (slalom równoległy) - 2. miejsce
4. Bardonecchia – 9 lutego 2005 (gigant równoległy) - 2. miejsce
5. Sierra Nevada – 12 marca 2005 (slalom równoległy) - 3. miejsce
6. Landgraaf – 7 października 2005 (slalom równoległy) - 2. miejsce
7. Sölden – 16 października 2005 (gigant równoległy) - 3. miejsce
8. Kronplatz – 15 stycznia 2006 (gigant równoległy) - 2. miejsce
9. Lake Placid – 9 marca 2006 (gigant równoległy) - 2. miejsce
10. Landgraaf – 13 października 2006 (slalom równoległy) - 2. miejsce
11. San Vigilio di Marebbe – 13 grudnia 2006 (gigant równoległy) - 3. miejsce
12. Bad Gastein – 20 grudnia 2006 (slalom równoległy) - 2. miejsce
13. Furano – 6 stycznia 2007 (gigant równoległy) - 2. miejsce
14. Kreischberg – 6 stycznia 2009 (gigant równoległy) - 2. miejsce
15. Bad Gastein – 9 stycznia 2011 (slalom równoległy) - 3. miejsce
16. Moskwa – 5 marca 2011 (slalom równoległy) - 3. miejsce
17. Telluride – 15 grudnia 2011 (gigant równoległy) - 3. miejsce
18. Carezza – 22 grudnia 2011 (slalom równoległy) - 2. miejsce
19. Moskwa – 3 marca 2012 (slalom równoległy) - 2. miejsce
20. La Molina – 10 marca 2012 (gigant równoległy) - 2. miejsce
21. Bad Gastein – 12 stycznia 2014 (slalom równoległy) - 3. miejsce

- W sumie (8 zwycięstw, 14 drugich i 7 trzecich miejsc)